# Olympische Winterspiele 1984/Teilnehmer (Japan)
| Gelbes Symbol für Goldmedaillen mit stilisierten Olympischen Ringen | Graues Symbol für Silbermedaillen mit stilisierten Olympischen Ringen | Braundes Symbol für Bronzemedaillen mit stilisierten Olympischen Ringen |
| ------------------------------------------------------------------- | --------------------------------------------------------------------- | ----------------------------------------------------------------------- |
| —                                                                   | 1                                                                     | —                                                                       |

Japan nahm bei den Olympischen Winterspielen 1984 in Sarajevo mit 39 Athleten (32 Männer und 7 Frauen) in neun Sportarten teil. Das japanische Team gewann eine Silbermedaille durch den Eisschnellläufer Yoshihiro Kitazawa und belegte damit im Medaillenspiegel den 14. Platz.
Flaggenträger war Tadayuki Takahashi, ein Eiskunstläufer.

## Teilnehmer nach Sportarten

### Biathlon
Männer
- Hiroyuki Deguchi
4 × 7,5 km Staffel → 15. (1:51:43,1 h – 16 Nachlader, 1 Strafrunde)

- Shōichi Kinoshita
4 × 7,5 km Staffel → 15. (1:51:43,1 h – 16 Nachlader, 1 Strafrunde)
10 km Sprint → 30. (34:12,2 min – 1 Fehlschuss)
20 km Einzel → 39. (1:23:49,8 min – 7 Fehlschüsse)

- Yoshinobu Murase
4 × 7,5 km Staffel → 15. (1:51:43,1 h – 16 Nachlader, 1 Strafrunde)
10 km Sprint → 43. (35:35,9 min – 3 Fehlschüsse)
20 km Einzel → 38. (1:23:39,1 min – 6 Fehlschüsse)

- Isao Yamase
4 × 7,5 km Staffel → 15. (1:51:43,1 h – 16 Nachlader, 1 Strafrunde)
10 km Sprint → 47. (35:57,0 min – 4 Fehlschüsse)
20 km Einzel → 42. (1:25:09,6 min – 7 Fehlschüsse)

### Bob
Zweierbob
- Japan I
Hiroshi Okachi und Yūji Yaku → 20. (3:32,96 min)

- Japan II
Yūji Funayama und Satoshi Sugawara → 27. (3:36,13 min)

Viererbob
- Hiroshi Okachi, Yūji Yaku, Yūji Funayama und Satoshi Sugawara → 24. (3:28,75 min)

### Eiskunstlauf
- Frauen Einzel
Masako Katō → 19.

- Männer Einzel
Masaru Ogawa → 14.

- Eistanz
Noriko Satō und Tadayuki Takahashi → 17.

### Eisschnelllauf
Männer
- Kimihiro Hamaya
1000 m → 17. (1:18,74 min)
1500 m → 29. (2:03,72 min)

- Toshiaki Imamura
5000 m → 26. (7:38,16 min)
10.000 m → 23. (15:23,37 min)

- Yoshihiro Kitazawa
500 m →  (38,30 s)
1000 m → 31. (1:19,95 min)

- Akira Kuroiwa
500 m → 10. (38,70 s)
1000 m → 9. (1:17,49 min)

- Masahito Shinohara
5000 m → 24. (7:37,94 min)
10.000 m → 26. (15:31,70 min)

- Yasushi Suzuki
500 m → 12. (38,92 s)

Frauen
- Shōko Fusano
500 m → 22. (43,75 s)
1000 m →22. (1:28,19 min)

- Seiko Hashimoto
500 m → 11. (42,99 s)
1000 m →12. (1:26,69 min)
1500 m →15. (2:12,56 min)
3000 m →19. (4:53,38 min)

- Hiromi Ozawa
500 m → 16. (43,46 s)
1000 m →27. (1:29,20 min)

### Rodeln
- Frauen
Yumiko Katō → DNF
Hitomi Koshimizu → 18. (2:54,376 min)

- Männer
Tsukasa Hirakawa → 24. (3:11,764 min)
Takashi Takagi → 20. (3:11,135 min)

- Doppel
Tsukasa Hirakawa und Takashi Takagi → 12. (1:26,027 min)

### Ski Alpin
Männer
- Shin’ya Chiba
Abfahrt → 28. (+ 3,43 s)
Riesenslalom → 30. (+ 12,00 s)

- Naomine Iwaya
Riesenslalom → 25. (+ 8,51 s)
Slalom → DNF

- Toshihiro Kaiwa
Riesenslalom → 26. (+ 8,79 s)
Slalom → 12. (+ 4,46 s)

- Osamu Kodama
Riesenslalom → 27. (+ 9,03 s)
Slalom → disqualifiziert

### Ski Nordisch

#### Langlauf
Männer
- Yūsei Nakazawa
15 km → 56. (46:38,6 min)
Staffel → 13. (2:06:42,5 h)

- Kazunari Sasaki
15 km → 47. (46:04,8 s)
50 km → DNF
Staffel → 13. (2:06:42,5 h)

- Satoshi Satō
15 km → 50. (46:25,5 min)
50 km → 47. (2:39:43,1 h)
Staffel → 13. (2:06:42,5 h)

- Hideaki Yamada
15 km → 43. (45:42,3 min)
Staffel → 13. (2:06:42,5 h)

#### Nordische Kombination
- Toshiaki Maruyama →21. (373,465 Punkte)
- Takahiro Tanaka →20. (378,175 Punkte)

#### Skispringen
- Masaru Nagaoka
Normalschanze → 22. (187,8 Punkte)
Großschanze → 43. (138,8 Punkte)

- Satoru Matsuhashi
Normalschanze → 34. (177,2 Punkte)
Großschanze → 20. (177,6 Punkte)

- Hiroo Shima
Normalschanze → 45. (161,0 Punkte)
Großschanze → 51. (95,9 Punkte)

- Hirokazu Yagi
Normalschanze → 55. (133,2 Punkte)
Großschanze → 19. (179,8 Punkte)